# Luché-sur-Brioux
Luché-sur-Brioux település Franciaországban, Deux-Sèvres megyében. Lakosainak száma 122 fő (2022. január 1.). Luché-sur-Brioux Chérigné, Fontenille-Saint-Martin-d’Entraigues, Lusseray és Chef-Boutonne községekkel határos.

## Népesség
A település népességének változása:
| Lakosok száma | 138  | 138  | 142  | 142  | 137  | 132  | 127  | 124  | 122  |
|               | 2013 | 2015 | 2016 | 2017 | 2018 | 2019 | 2020 | 2021 | 2022 |